# Ansitz Tütschenhof-Tomasi

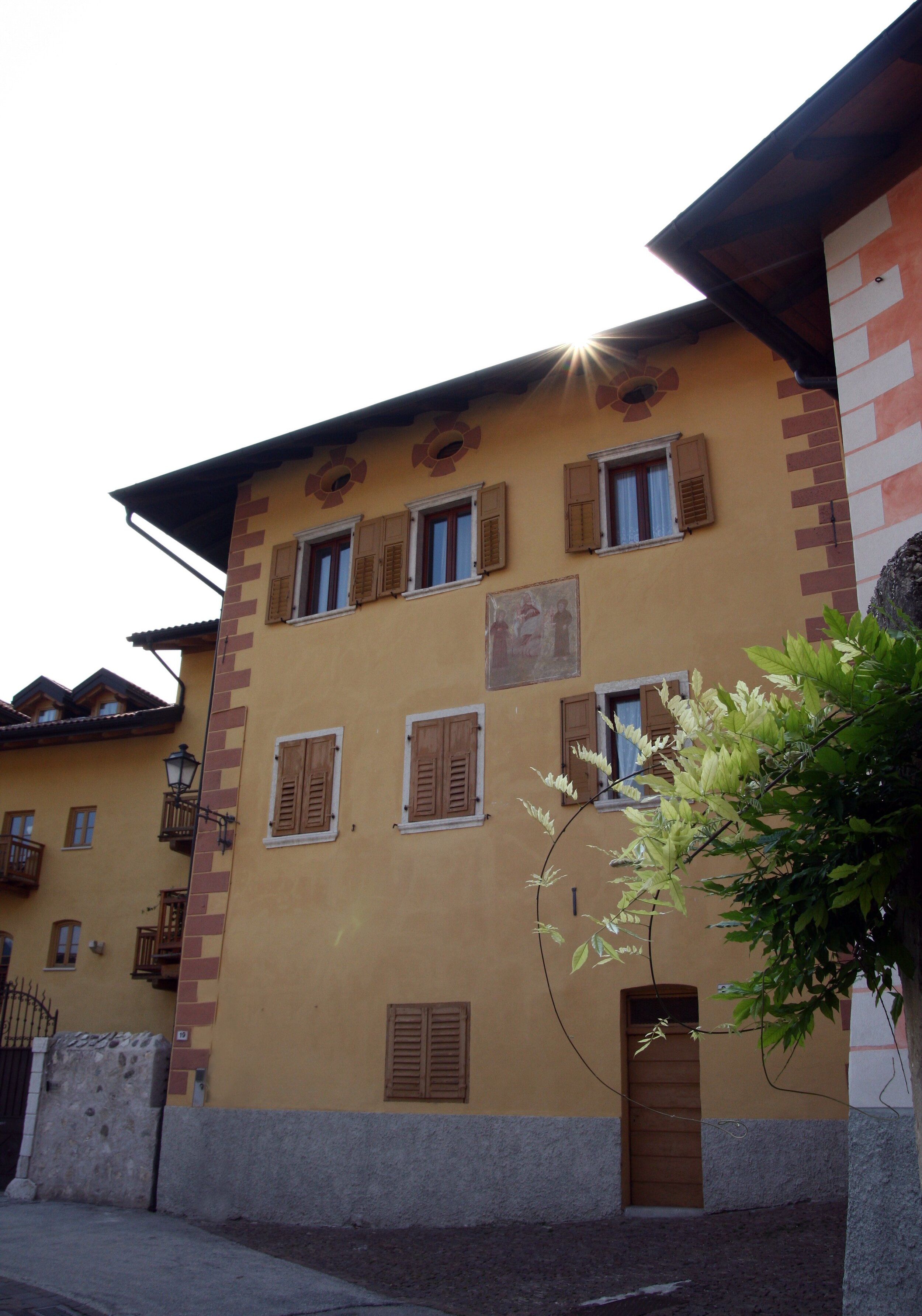
Ansitz Tütschenhof-Tomasi

Der Ansitz Tütschenhof-Tomasi (auch Schloss Tütschenhof-Tomasi) ist ein geschütztes Baudenkmal in der Gemeinde Mezzocorona in der Provinz Trient.

## Geschichte
Im Traditionsbuch des Erzbistums Trient findet sich im Jahr 1084 ein Mansio Teutenica erwähnt, von dem Udalrich von Teutschen ein Stück Land vom Wolfgang von Firmian kaufte, eventuell der Ort, an dem später der Ansitz Tütschenhof Tomasi errichtet wurde. Die erste urkundliche Erwähnung der Burg findet sich im Österreichischen Bundesarchiv unter dem Namen „Titinhofen“ (Abschn. IX) und in der Folge als „Twetschenhofen“ (987) im Tiroler Landesarchiv. Der heutige Name des Bauwerks selbst findet sich im „Dorfkaster Kronmetz“ (1564). Das im Kern gotische Anwesen stammt aus dem 14. Jahrhundert. 1487 wurde der Hof von der Adelsfamilie Pasotti de Friedenberg übernommen, und im Jahr 1523 war der Ansitz im Eigentum der Herren von Anndrig-Metz, denen im 1547 von Kaiser Ferdinand I. das Adelsdiplom verliehen wurde. Seit 1687 ist der Ansitz im Eigentum der Adelsfamilien Giovannini zu Kronmetz und Tomasi.